# Seznam olympijských medailistů v synchronizovaném plavání
Toto je kompletní seznam olympijských medailistů v synchronizovaném plavání od roku 1984 do roku 2008.

## Stávající program

### Dvojice
| Rok      | Zlato                                                              | Stříbro                                                          | Bronz                                                           |
| -------- | ------------------------------------------------------------------ | ---------------------------------------------------------------- | --------------------------------------------------------------- |
| LOH 1984 | Spojené státy americké (USA) · Tracie Ruizová · Candy Costie       | Kanada (CAN) · Sharon Hambrook · Kelly Kryczka                   | Japonsko (JPN) · Saeko Kimura · Miwako Motojoši                 |
| LOH 1988 | Kanada (CAN) · Michelle Cameron · Carolyn Waldo                    | Spojené státy americké (USA) · Karen Josephson · Sarah Josephson | Japonsko (JPN) · Mikako Kotani · Mijako Tanaka                  |
| LOH 1992 | Spojené státy americké (USA) · Karen Josephson · Sarah Josephson   | Kanada (CAN) · Penny Vilagos · Vicky Vilagos                     | Japonsko (JPN) · Fumiko Okuno · Aki Takajama                    |
| LOH 1996 | nebylo zařazeno do programu                                        | nebylo zařazeno do programu                                      | nebylo zařazeno do programu                                     |
| LOH 2000 | Rusko (RUS) · Olga Brusnikina · Marija Kiseljova                   | Japonsko (JPN) · Mija Tačibana · Miho Takeda                     | Francie (FRA) · Virginie Dedieu · Myriam Lignot                 |
| LOH 2004 | Rusko (RUS) · Anastasija Davydovová · Anastasija Jermakova         | Japonsko (JPN) · Mija Tačibana · Miho Takeda                     | Spojené státy americké (USA) · Alison Bartosik · Anna Kozlova   |
| LOH 2008 | Rusko (RUS) · Anastasija Davydovová · Anastasija Jermakova         | Španělsko (ESP) · Andrea Fuentes · Gemma Mengual                 | Japonsko (JPN) · Saho Harada · Emiko Suzuki                     |
| LOH 2012 | Rusko (RUS) · Natalja Iščenková · Světlana Romašinová              | Španělsko (ESP) · Ona Carbonellová · Andrea Fuentes              | Čína (CHN) · Liu Ou · Huang Xuechen                             |
| LOH 2016 | Rusko (RUS) · Natalja Iščenková · Světlana Romašinová              | Čína (CHN) · Huang Xuechen · Sun Wenyan                          | Japonsko (JPN) · Yukiko Inui · Risako Mitsui                    |
| LOH 2020 | Sportovci ROV (ROC) · Světlana Kolesnichenko · Světlana Romašinová | Čína (CHN) · Huang Xuechen · Sun Wenyan                          | Ukrajina (UKR) · Marta Fiedina · Anastasiya Savchuk             |
| LOH 2024 | Čína (CHN) · Wang Liou-i · Wang Čchien-i                           | Velká Británie (GBR) · Kate Shortmanová · Isabelle Thorpeová     | Nizozemsko (NED) · Bregje de Brouwerová · Noortje de Brouwerová |

### Družstva
| Rok      | Zlato | Stříbro | Bronz |
| -------- | --- | --- | --- |
| LOH 1996 | · Spojené státy americké (USA) · Suzannah Bianco · Tammy Cleland · Becky Dyroen-Lancer · Emily Lesueur · Heather Pease · Jill Savery · Nathalie Schneyder · Heather Simmons · Jill Sudduth · Margot Thien | · Kanada (CAN) · Lisa Alexander · Janice Bremner · Karen Clark · Karen Fonteyne · Sylvie Fréchette · Valerie Hould · Kasia Kulesza · Christine Larsen · Cari Read · Erin Woodley | · Japonsko (JPN) · Raika Fudžii · Majuko Fudžiki · Rei Džimbo · Miho Kawabe · Akiko Kawase · Riho Nakadžima · Mija Tačibana · Kaori Takahaši · Miho Takeda · Junko Tanaka   |
| LOH 2000 | · Rusko (RUS) · Jelena Azarova · Olga Brusnikina · Marija Kiseljova · Olga Novokščenova · Irina Peršina · Jelena Soja · Julija Vasiljeva · Olga Vasjukova · Jelena Antonova                               | · Japonsko (JPN) · Ajano Egami · Raika Fudžii · Joko Isoda · Rei Džimbo · Mija Tačibana · Miho Takeda · Joko Joneda · Juko Joneda · Juri Tacumi                                  | · Kanada (CAN) · Lyne Beaumont · Claire Carver-Dias · Erin Chan · Catherine Garceau · Fanny Létourneau · Kirstin Normand · Jacinthe Taillon · Reidun Tatham · Jessica Chase |
| LOH 2004 | · Rusko (RUS) · Jelena Azarova · Olga Brusnikina · Anastasija Davydovová · Anastasija Jermakova · Elvira Chasjanova · Marija Kiseljova · Olga Novokščenova · Anna Šorina                                  | · Japonsko (JPN) · Mičijo Fudžimaru · Saho Harada · Kanako Kitao · Emiko Suzuki · Mija Tačibana · Miho Takeda · Juri Tacumi · Joko Joneda                                        | · Spojené státy americké (USA) · Alison Bartosik · Tamara Crow · Rebecca Jasontek · Anna Kozlova · Sara Lowe · Lauren McFall · Stephanie Nesbitt · Kendra Zanotto           |
| LOH 2008 | · Rusko (RUS) · Anastasija Davydovová · Anastasija Jermakova · Marija Gromova · Natalja Iščenková · Elvira Chasjanova · Olga Kužela · Světlana Romašinová · Anna Šorina · Jelena Ovčinnikova              | · Španělsko (ESP) · Alba María Cabello · Raquel Corral · Andrea Fuentes · Thaïs Henríquez · Laura López* · Gemma Mengual · Irina Rodríguez · Paoloa Tirados · Gisela Morón       | · Čína (CHN) · Gu Beibei · Jiang Tingting · Jiang Wenwen · Liu Ou · Luo Qian · Sun Qiuting · Wang Na · Zhang Xiaohuan · Huang Xuechen                                       |
| LOH 2012 | · Rusko (RUS) · Anastasija Davydovová · Maria Gromova · Natalja Iščenková · Elvira Khasyanova · Daria Korobova · Alexandra Patskevich · Světlana Romašinová · Anzhelika Timanina · Alla Shishkina         | · Čína (CHN) · Chang Si · Chen Xiaojun · Huang Xuechen · Jiang Tingting · Jiang Wenwen · Liu Ou · Luo Xi · Wu Yiwen · Sun Wenyan                                                 | · Španělsko (ESP) · Clara Basiana · Alba Cabello · Ona Carbonellová · Margalida Crespí · Andrea Fuentes · Thais Henriquez · Paula Klamburg · Irene Montrucchio · Laia Pons  |
| LOH 2016 | Rusko (RUS) · Vlada Chigireva · Natalja Iščenková · Svetlana Kolesnichenko · Aleksandra Patskevich · Světlana Romašinová · Alla Shishkina · Maria Shurochkina · Gelena Topilina · Elena Prokofyeva        | Čína (CHN) · Gu Xiao · Guo Li · Li Xiaolu · Liang Xinping · Sun Wenyan · Tang Mengni · Yin Chengxin · Zeng Zhen · Huang Xuechen                                                  | Japonsko (JPN) · Aika Hakoyama · Yukiko Inui · Kei Marumo · Risako Mitsui · Kanami Nakamaki · Mai Nakamura · Kano Omata · Kurumi Yoshida · Aiko Hayashi                     |
| LOH 2020 | Sportovci ROV (ROC) · Vlada Chigireva · Marina Goliadkina · Světlana Kolesnichenko · Polina Komar · Alexandra Patskevich · Světlana Romašinová · Alla Shishkina · Maria Shurochkina                       | Čína (CHN) · Feng Yu · Guo Li · Huang Xuechen · Liang Xinping · Sun Wenyan · Wang Qianyi · Xiao Yanning · Yin Chengxin                                                           | Ukrajina (UKR) · Maryna Aleksiiva · Vladyslava Aleksiiva · Marta Fiedina · Kateryna Reznik · Anastasiya Savchuk · Alina Shynkarenko · Kseniya Sydorenko · Yelyzaveta Yakhno |
| LOH 2024 | Čína (CHN) · Chang Hao · Feng Yu · Wang Ciyue · Wang Liuyi · Wang Qianyi · Xiang Binxuan · Xiao Yanning · Zhang Yayi                                                                                      | Spojené státy americké (USA) · Anita Alvarez · Jaime Czarkowski · Megumi Field · Keana Hunter · Audrey Kwon · Jacklyn Luu · Daniella Ramirez · Ruby Remati                       | Španělsko (ESP) · Txell Ferré · Marina García Polo · Lilou Lluís Valette · Meritxell Mas · Alisa Ozhogina · Paula Ramírez · Iris Tió · Blanca Toledano                      |

## Zrušené disciplíny

### Jednotlivkyně
| Rok      | Zlato                                               | Stříbro                                       | Bronz                            |
| -------- | --------------------------------------------------- | --------------------------------------------- | -------------------------------- |
| LOH 1984 | Tracie Ruizová · Spojené státy americké (USA)       | Carolyn Waldo · Kanada (CAN)                  | Miwako Motojoši · Japonsko (JPN) |
| LOH 1988 | Carolyn Waldo · Kanada (CAN)                        | Tracie Ruizová · Spojené státy americké (USA) | Mikako Kotani · Japonsko (JPN)   |
| LOH 1992 | Kristen Babb-Sprague · Spojené státy americké (USA) | nebyla udělena                                | Fumiko Okuno · Japonsko (JPN)    |
| LOH 1992 | Sylvie Fréchette · Kanada (CAN)                     | nebyla udělena                                | Fumiko Okuno · Japonsko (JPN)    |